# Porth Nanven

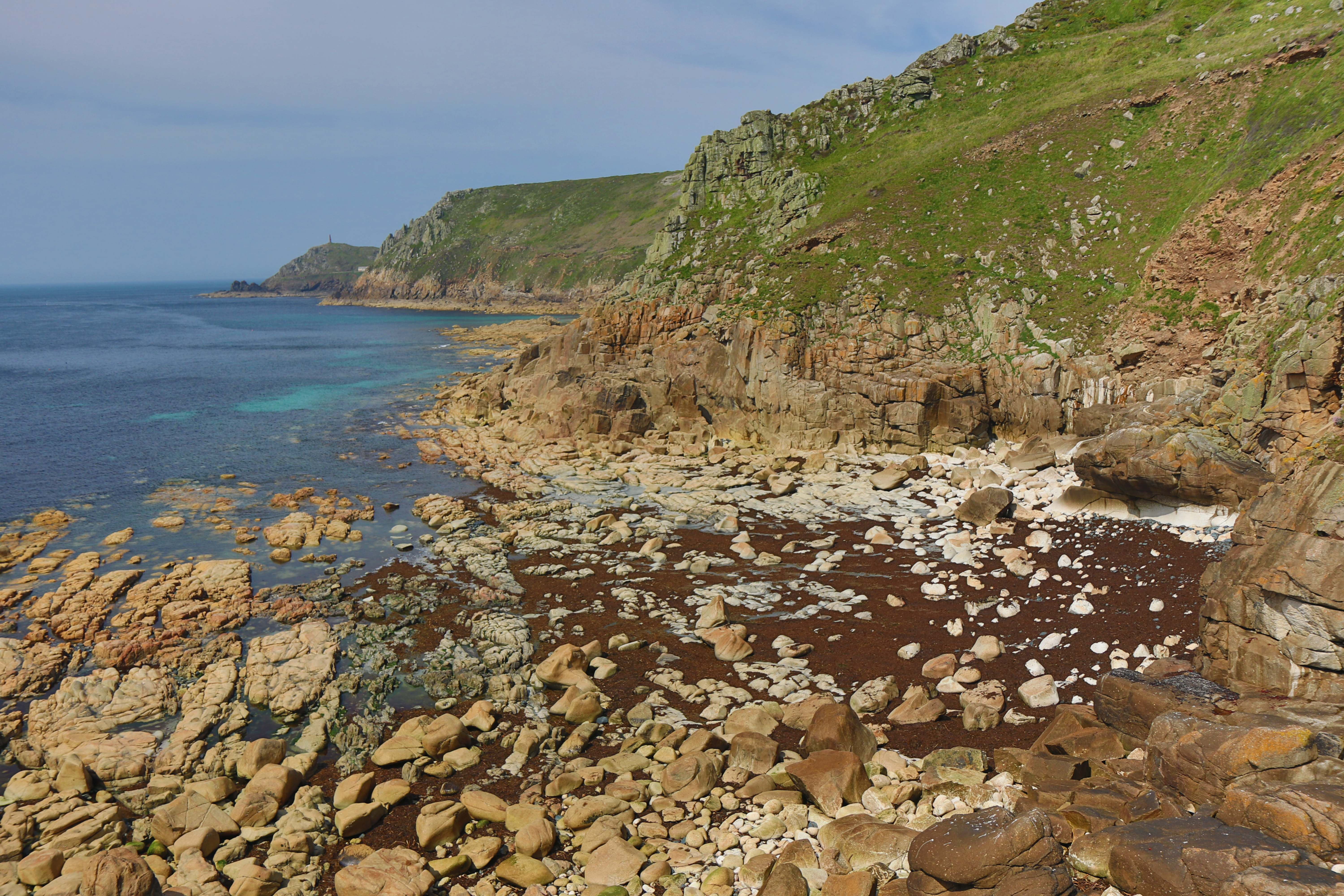
Le cap Cornouailles vu de Porth Nanven

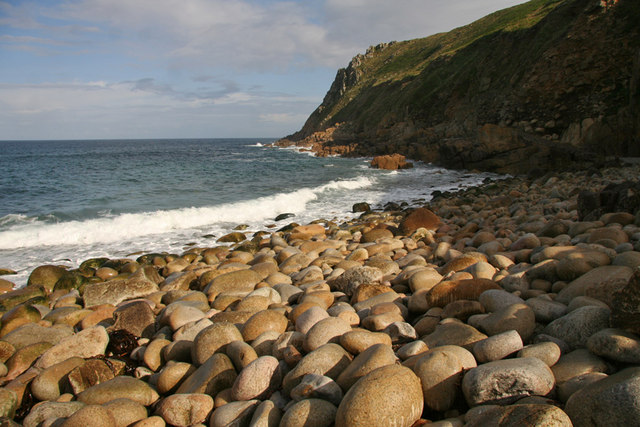
Plage de Porth Nanven

Porth Nanven (plus connu sous le nom de la vallée de Cot et parfois connu sous le nom Penanwell) est une plage à l’extrême ouest des Cornouailles, en Angleterre, au Royaume-Uni. Elle est située à 800 mètres à l’ouest de la ville de St Just in Penwith.
La plage est à l’extrémité maritime de la vallée de Cot et fait partie de l’Aire Point To Carrick du Site d'intérêt scientifique particulier,.
Porth Nanven a parfois été appelé « Dinosaur Egg Beach » (la plage des œufs de dinosaure) dans les médias en raison d’un dépôt remarquable de rochers ovoïdes couvrant la plage et l’estran. Ces rochers sont de toutes tailles, depuis celle d’un œuf de poule à un mètre ou plus de longueur, et se sont avérés si tentants à ramasser comme souvenirs qu’ils sont maintenant légalement protégés par le National Trust qui possède la plage.
Beaucoup de visiteurs supposent que ces rochers bizarrement formés sont l’œuvre de la mer. C’est vrai, mais la mer d’il y a 120 000 ans. Le niveau de la mer a changé à plusieurs reprises depuis lors et il est maintenant beaucoup plus bas, de sorte que l’ancienne plage est suspendue dans la falaise au-dessus du niveau actuel de la mer. Tenez-vous sur la plage et regardez en arrière vers la falaise, et vous verrez un mur de rochers arrondis qui attendent de se détacher et de rejoindre ceux déjà sur la plage.
Les travaux de détournement et de traitement des eaux usées, qui étaient autrefois rejetées en mer dans cette zone, ont été achevés en décembre 2005. Il est maintenant sûr de nager dans la crique.
Porth Nanven est présentée comme l’une des 10 meilleures plages du Royaume-Uni.

## Galerie d’images

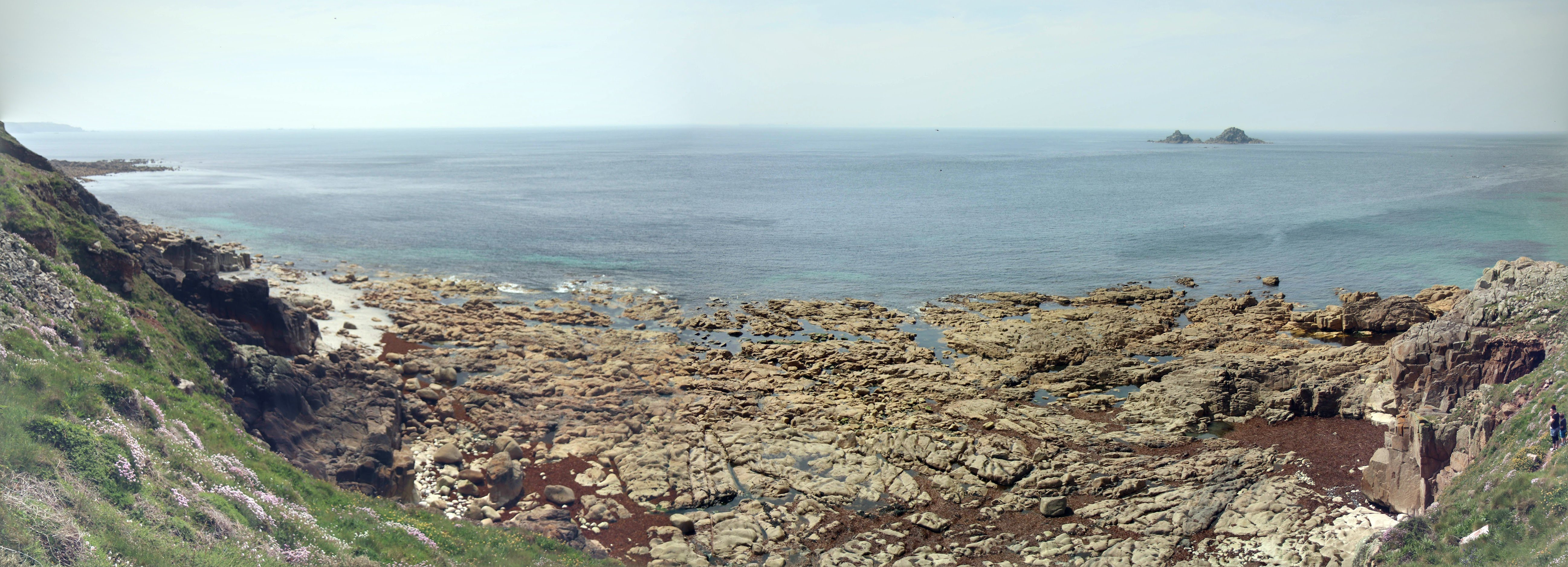
Porth Nanven
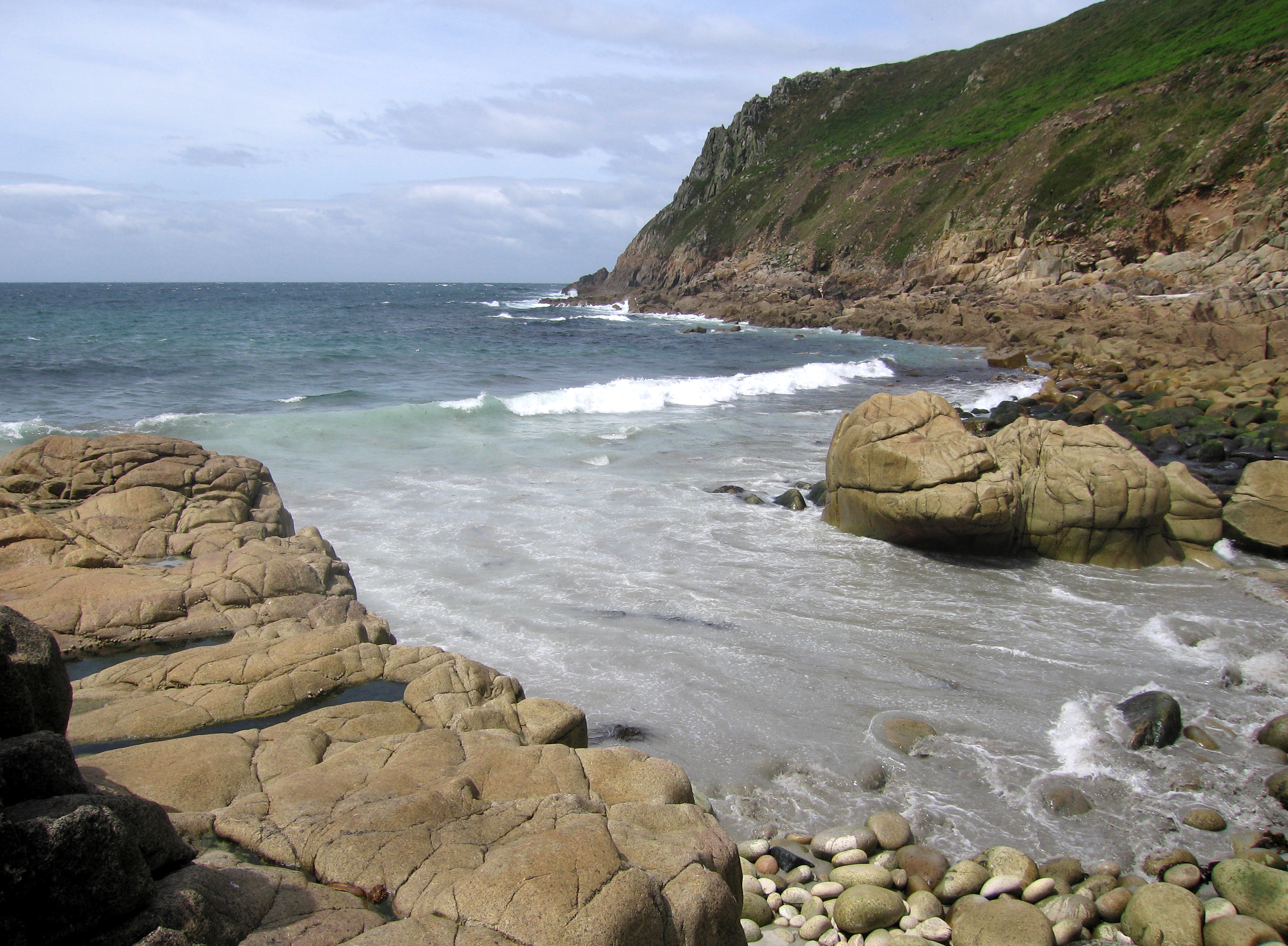
Porth Nanven où la Cot Valley rencontre la mer
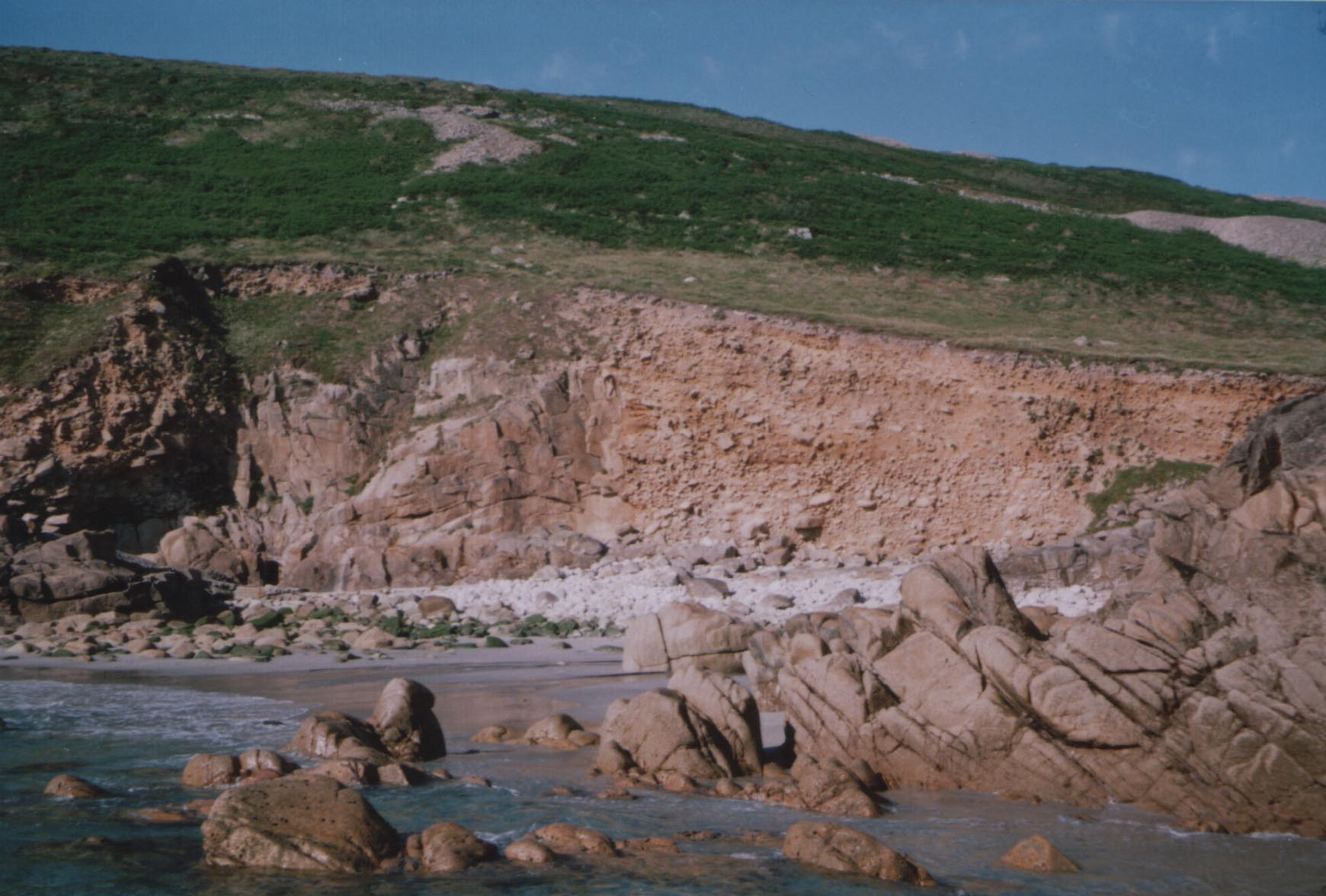
Porth Nanven en regardant à l’intérieur des terres
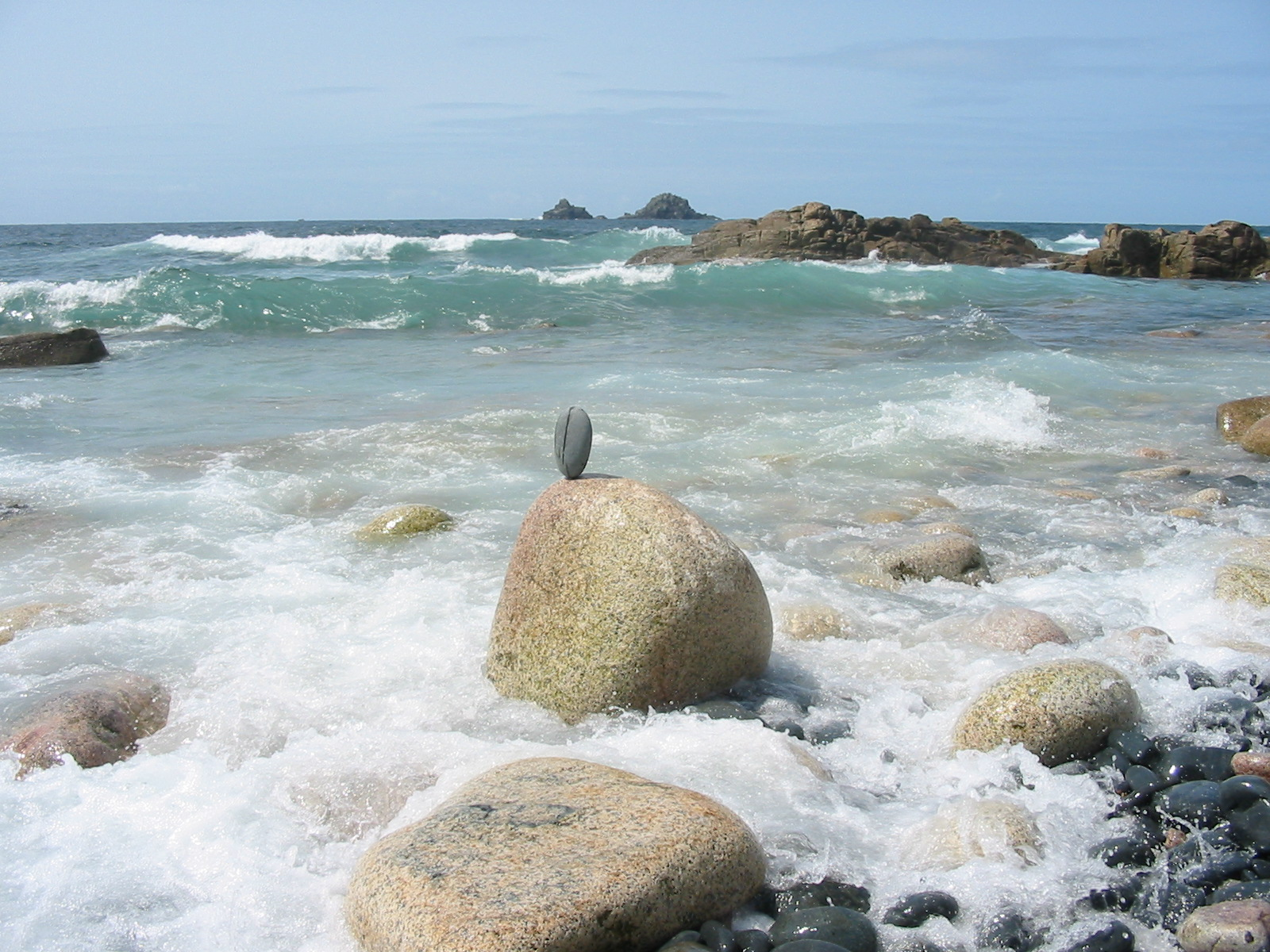
Plage de Nanven avec les Brisons à l’horizon
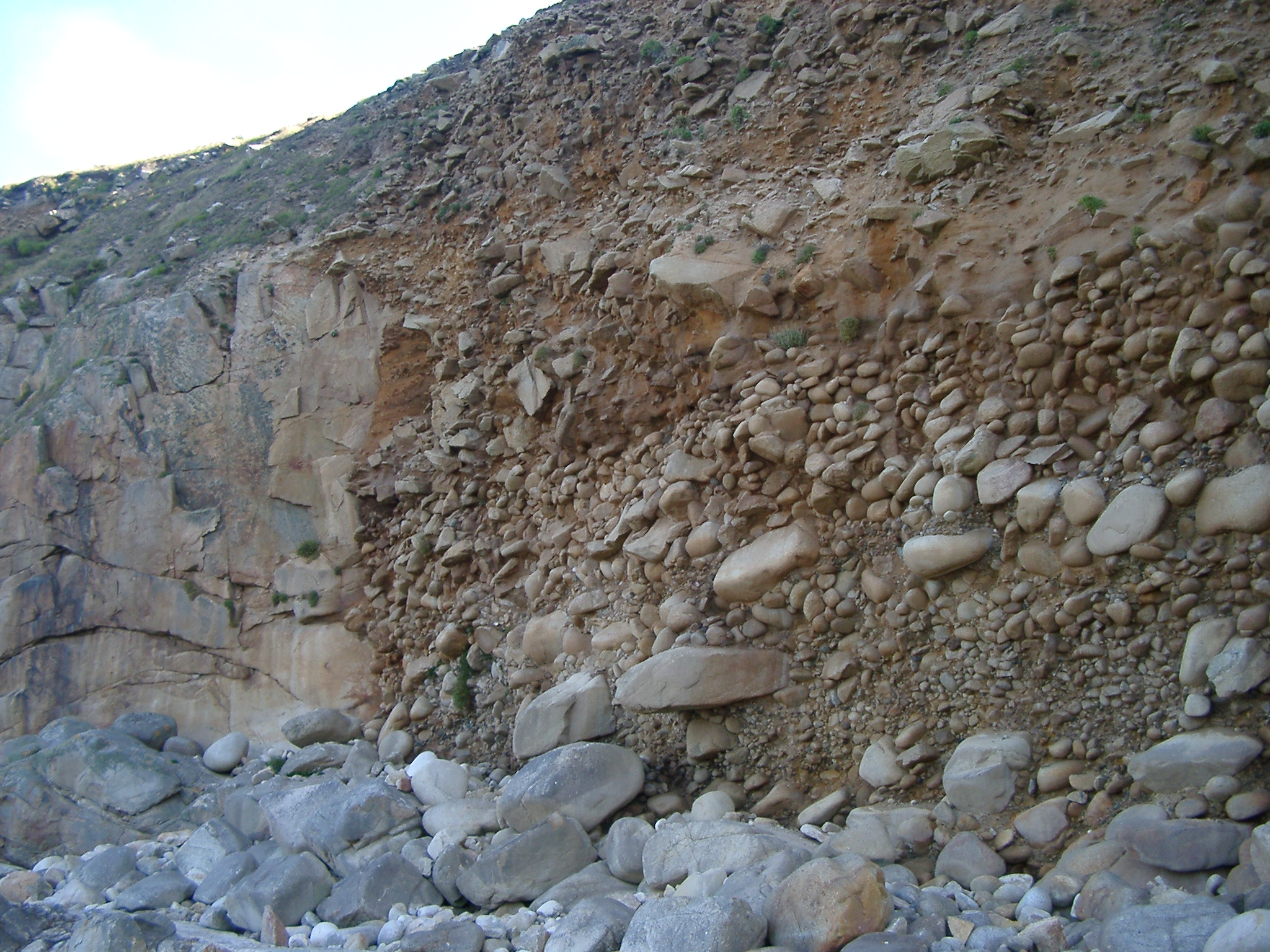
Au-dessus de la plage actuelle (rochers arrondis) peut être vue une couche de cailloux vieille d’environ 120 000 ans. Au-dessus d’eux se trouvent des dépôts de tête, des morceaux anguleux vieux de 100 000 à 20 000 ans